# Parque Lisboa (métro de Madrid)
Parque Lisboa est une station de la ligne 12 du métro de Madrid. Elle est située sous la rue de Porto Lagos, à Alcorcón, dans la communauté de Madrid.

## Situation sur le réseau
Établie en souterrain, la station Parque Lisboa est située sur la ligne 12 du métro de Madrid, entre Puerta del Sur et Alcorcón Central.

## Histoire
La station est inaugurée le 11 avril 2003, à l'occasion de la mise en service de la ligne.